# 植手通有
植手 通有（うえて みちあり、旧字体：植手 通󠄁有、1931年 - 2011年7月30日）は、日本の政治学者。専門は日本政治思想史、特に明治時代の思想史。
愛知県生まれ。東京大学文科一類卒業。在学中、丸山眞男に師事した。1971年、成蹊大学法学部政治学科教授。1995年、同大学を退職、名誉教授。緑内障を患い、極度の視力低下と視野狭窄状態に陥るが、研究を続行した。その成果は夫人と弟子の協力を得て、著作集全3巻として刊行された。

## 著書
- 『日本近代思想の形成』（岩波書店、1974年）、オンデマンド版 2022年
- 『植手通有集 1 明治思想における人間と国家』（あっぷる出版社、2015年）
- 『植手通有集 2 徳富蘇峰論』（あっぷる出版社、2015年）
- 『植手通有集 3 丸山真男研究－その学問と時代』（あっぷる出版社、2015年）
- 『武蔵野市百年史前史　武蔵野四か村の成り立ちから三多摩の東京府移管まで』（あっぷる出版社、2016年）

### 編著・校注など
- 西田長壽と共編『陸羯南全集』（全10巻、みすず書房）、オンデマンド版2007年
- 校注者の一人『日本思想大系55 渡辺崋山・高野長英・佐久間象山・横井小楠・橋本左内』（岩波書店）
- 責任編集『日本の名著34 西周・加藤弘之』（中央公論社）、のち中公バックス
- 編・解題『明治文学全集34 徳富蘇峰集』（筑摩書房）
- 校注『日本思想大系49 頼山陽 日本政記』（岩波書店）
- 編・解説『近代日本思想大系4 陸羯南集』（筑摩書房）
- 編著『明治草創=啓蒙と氾濫』（社会評論社、1990年）
- 共編『丸山眞男回顧談』（上下）（岩波書店、2006年）
  - 『定本　丸山眞男回顧談』（上下）（岩波現代文庫、2016年）
- ※『武蔵野市百年史記述編I』などその他論文多数